# Mass Effect 2
Mass Effect 2 er et aktionrollespil, produceret af Bioware og distribueret af Electronic Arts. Spillet er en efterfølger til Mass Effect og er det andet spil i serien. Spillet blev udgivet til PC og Xbox 360 i januar 2010, og til Playstation 3 18. januar 2011.
Efter begivenhederne i det første spil, bliver Commander Shepard dræbt i et baghold af den mystiske race Collectors.
To år efter angrebet bliver Shepard bragt til live igen af den gådefulde organisation Cerberus, og får til opgave at finde ud af hvorfor Collectors bortfører hele menneskekolonier. For at lykkes i denne opgave bliver Shepard nødt til at samle et hold af specielle person fra forskellige verdener.
Mass Effect 2 er blevet en kritiker- og kommerciel succes. Og allerede i den første uge blev der solgt over to millioner eksemplarer.

## Synopsis

### Historien
Mass Effect 2 begynder i 2183, kun få uger efter slutningen på det første spil. Commander Shepard og dennes skib, Normandy er blevet sendt på patrulje for at lokalisere og destruere tilbageværende Geth – en race af robotter med kunstig intelligens, som i lang tid har bekriget de ikke-syntetiske racer. Under denne patrulje bliver skibet angrebet af et ukendt skib, der anretter så stor skade at besætningen bliver nødt til at evakuere. Under evakueringen bliver Shepard nødt til at redde skibets styrmand Joker, der stadig tror, at han kan redde skibet. Shepard når lige at få smidt Joker ind i en redningskapsel, inden det mystiske skib skyder igen, og Shepard sender kapselen af sted for at redde Joker. En ny eksplosion skubber Shepard væk fra skibet, og nogle vragdele skærer igennem Shepards dragt. Shepard ses dø af dekompression eller iltmangel forskyldt af skader på dennes dragt, imens Shepard driver mod en nærliggende planet.
Liget af Shepard bliver dog reddet. Og i de to næste år forsøger Cerberus at gendanne Shepard i projekt Lazarus. I 2185 vågner Shepard så op på en Cerberus-rumstation der er under angreb. Det lykkes dog Shepard og to af projektets ansatte – Jacob og Miranda – at flygte fra stationen som de eneste overlevende. Efter angrebet møder Shepard Illusive Man – lederen af Cerberus, der forklare hvorfor Shepard er blevet genoplivet.
Illusive Man vil have Shepard til at undersøge nogle mystiske angreb på fjernt liggende kolonier. Til at hjælpe med opgaven får Shepard kommandoen over en ny og forbedret Normandy, med Joker som pilot og en kunstig intelligens kaldet EDI som rådgiver.
Shepard begiver sig nu ud for at rekuttere 4 nye gruppemedlemmer. Videnskabsmanden Mordin Solus, det tidligere medlem Garrus Vakarian, forbryderen Jack og den gensplejsede super-krogan Grunt. Efter Shepard har samlet gruppen kontakter Illusive Man dem med oplysninger om et nyt angreb på en menneskekoloni kaldet Horizon. På kolonien må Shepard kæmpe sig igennem horder af Collectors for at redde de kolonister, som stadig er på planeten. Det lykkes også, men fjenden når stadig at tage over 1/3 af kolonien med sig. Efter missionen genforenes Shepard så med det tidligere holdmedlem Asley Williams eller Kaidan Alenko, men mødet går ikke godt på grund af Shepards nye alliance med Cerberus.
Efter dette fortsætter Shepard med at rekruttere nye holdmedlemmer: det tidligere medlem Tali, Asari justicar Samara og snigmorderen Thane Krios, indtil holdet igen bliver kontaktet af Illusive Man om et angiveligt ødelagt Collector skib. Om bord på skibet finder Shepard ud af, at Collector racen måske i virkeligheden er den ældgamle Prothean race som er blevet gjort til slave af Reapers. Med EDI's hjælp finder Shepard ud af hvor Collector hjem planeten ligger og hvordan man kommer dertil via Omega-4 Relay. De formår at flygte fra skibet på trods af et Collector baghold, men forholdet mellem Shepard og Illusive Man bliver meget anstrengt da det viser sig at Illusive Man godt viste det var en fælde.
Efter deres flugt kan Shepard så vælge at hjælpe holdmedlemmerne med nogle private missioner, der hvis de bliver gennemført vil gøre medlemmet helt loyal mod Shepard. For at nå sikkert til Collector hjemplaneten, skal Shepard sikre en IFF transponder på en forladt Reaper. Under missionen om bord på den forladte Reaper finder Shepard en Geth som bliver bragt om bord på Normandy. Efter den bliver aktiveret melder den sig frivillig til Shepards mission og den går under navnet Legion.
Imens transponderen bliver installeret på Normandy, tager Shepard og hele holdet af sted mod et ukendt sted uden skibet. Imens de er væk bliver skibet angrebet af Collectors og alle undtagen Joker bliver taget til fange.
Efter Shepard og holdet er vendt tilbage til skibet bruger de Omega-4 Relay'et til at angribe den Collector base der ligger forenden af turen. Under deres angreb forsøger de at redde så mange besætningsmedlemmer som muligt, imens de kæmper sig vej imod det central rum i basen. Da de endelig når til rummet finder Shepard ud af at fjenden har brugt de bortførte kolonister til at lave en menneskelig Reaper. Shepard ødelægger de maskiner der er forbundet til menneske Reaper'en, og skal lige til at ødelægge hele basen da Illusive Man kontakter holdet.
Han vil have dem til sterilisere hele basen med en radioaktiv puls, så de kan bruge alt det data der er på basen imod Reaper racen. Efter Shepard har besluttet at ødelægge eller sterilisere basen, ødelægger Shepard den menneskelige Reaper og hvis nok holdmedlemmer har overlevet forlader de herefter basen. Om bord på Normandy taler Shepard med Illusive Man som enten lykønsker eller fordømmer ens valg valg om bord på Collector basen.
Tilslut i spillet ser man Shepard mødes med de overlevende holdmedlemmer i Normandys lastrum, imens Reaper flåden ses vågne op uden for galaksen.

### Udvidelser
Mass Effect 2 tilbyder også en del udvidelser, der bygger videre på historien fra hovedspillet. Nogle af disse udvidelser er vigtige for hovedhistorien i spillet. I "Lair of the Shadow Broker" afslutter man den historie som startede i selve spillet med Liaras kamp imod Shadow Broker. Og i "Arrival", der foregår efter den officielle slutning på Mass Effect 2, undersøger Shepard spor og rygter om Reaper invasionen, der leder til at Sheppard destruerer en hel koloni og danner den direkte bro til starten på 3'eren.
| Udvidelser                   |
| ---------------------------- |
| Lair of the Shadow Broker    |
| Arrival                      |
| Zaeed - The Price of Revenge |
| Kasumi - Stolen Memory       |
| Normandy Crash Site          |
| Firewalker Pack              |
| Overlord                     |

## Efterfølgeren
Bioware har offentliggjort at det tredje og sidste spil i Mass effect serien, vil blive udgivet d. 9 marts 2012.